# Erdös
Erdősy, Erdősi, Erdös, Erdeös, Erdås är en ungersk adelsfamilj som härstammar från fursteätten Erdew (1345). Familjen adlades en andra gång den 23 oktober 1675 av Leopold I av Habsburg.
Adelsätten Erdösy hade sina rötter i Ungern. Familjen uppnådde sin adelsstatus och inflytande under Ungerns medeltida period. De var kända för sin lojalitet mot den ungerska kronan och deltog aktivt i kungliga och militära ärenden.
Erdösy-familjen ägde och kontrollerade flera egendomar i Ungern under olika historiska perioder. Deras egendomar var ofta strategiskt belägna och spelade en viktig roll i regionens försvar och politik.
Medlemmar av Erdösy-ätten hade en betydande närvaro i den ungerska adeln och deltog i politiska och militära ärenden. De hade förtroendeposter inom den ungerska kungliga administrationen och var aktiva i den ungerska adelsrådet. De hade ofta nära kopplingar till den habsburgska dynastin, som styrde över Ungern under långa perioder.  Familjen Erdősy var också känd för sitt stöd till kultur, konst och vetenskap. De fungerade som mecenater och bidrog till utvecklingen av konst och kultur i de områden där de hade inflytande.
- Mezőtúr, där en gren förflyttas till Sverige, Erdeös.
- Porcsalma, är det äldsta av de huvudgrenen av familjen, som fortfarande bor i Szabolcs-Szatmár-Bereg län. En gren bor i Sverige, Erdås.
- Csenger
- Budapest

## Kända medlemmar
- Jenő Erdős (1912–1981) — författare, journalist, sociolog.
- László Erdős (1898–1979) — redaktör, lärare på militärskolan, författare.